# Чуковская, Елена Цезаревна
Еле́на Це́заревна Чуко́вская (6 августа 1931, Ленинград — 3 января 2015, Москва) — советский и российский химик и литературовед, дочь Лидии Корнеевны Чуковской, дочери писателя Корнея Чуковского, и литературоведа Цезаря Самойловича Вольпе. Кандидат химических наук. Лауреат премии Александра Солженицына.

## Биография
После развода c отцом Елены — Цезарем Вольпе — Лидия Чуковская вышла замуж за Матвея Бронштейна, советского физика-теоретика, который в 1937 году был арестован, а затем расстрелян. Из-за угрозы ареста мать Елены была вынуждена покинуть Ленинград. Сама Елена Чуковская в это время проживала в семье своего деда — Корнея Чуковского.
Во время войны Елена Чуковская, её мать и двоюродный брат — Евгений Борисович Чуковский — были эвакуированы в Ташкент.
После войны, в 1949 году, поступила в Московский государственный университет на химический факультет. Тогда же Елена Чуковская стала помогать своему деду, трудившемуся над рукописным альманахом «Чукоккала». Корней Чуковский так написал об этом в своём дневнике:
…с Люшей необыкновенно приятно работать, она так организована, так чётко отделяет плохое от хорошего, так литературна, что, если бы я не был болен, я видел бы в работе с ней одно удовольствие.
В 1954 году Елена Чуковская окончила университет. Проработала до 1987 года в НИИ элементоорганических соединений, защитив в 1962 году диссертацию на соискание учёной степени кандидата химических наук под руководством Р. Х. Фрейдлиной (1906—1986). Автор ряда научных трудов по органической химии, соавтор монографии «Методы элементоорганической химии: Хлор. Алифатические соединения» (М.: Недра, 1971).
Елена Чуковская постоянно оказывала помощь А. И. Солженицыну — с начала 1960-х годов и вплоть до его высылки из СССР. Оказывала помощь своей матери в её правозащитной деятельности.
Унаследовав после смерти деда в 1969 году права на весь его архив и произведения, Елена Чуковская много лет добивалась опубликования «Чукоккалы». В результате первое издание альманаха — со значительными купюрами — увидело свет лишь в 1979 году, полное издание — в 1999 году. Истории этой борьбы посвящён очерк Елены Чуковской «Мемуар о Чукоккале».
Во многом благодаря усилиям внучки дом-музей Корнея Чуковского в Переделкине продолжает работать. Первыми экскурсоводами в нём были она и Клара Израилевна Лозовская, секретарь писателя. После смерти матери в 1996 году стала работать вместе с Ж. О. Хавкиной над изучением уже её архива и опубликованием произведений (издательство «Время» выпустило 12-томное собрание сочинений Лидии Чуковской, подготовленное и прокомментированное Еленой Чуковской).
Среди публикаций Елены Чуковской, печатавшейся с 1974 года, наиболее известны следующие: «Вернуть Солженицыну гражданство СССР» («Книжное обозрение», 5 августа 1988), воспоминания о Борисе Пастернаке («Нобелевская премия» // Вопросы литературы, 1990, № 2) и сборник статей о Солженицыне «Слово пробивает себе дорогу» (совместно с Владимиром Глоцером, 1998).
До последнего времени Елена Чуковская продолжала заниматься подготовкой к публикации рукописей своих матери и деда. Так, благодаря её усилиям, впервые вышли в свет «Прочерк», «Дом Поэта» и дневники Лидии Чуковской, «Дневник» Корнея Чуковского, а также переписка отца и дочери. Частью её вклада являются многочисленные комментарии и статьи, посвящённые творчеству родственников.
8 декабря 2009 года в библиотеке-фонде «Русское Зарубежье» вручена медаль Уполномоченного по правам человека в Российской Федерации «Спешите делать Добро».
В 2011 году удостоена премии Александра Солженицына «за подвижнический труд по сохранению и изданию богатейшего наследия семьи Чуковских; за отважную помощь отечественной литературе в тяжёлые и опасные моменты её истории».
Скончалась 3 января 2015 года. Похоронена на Переделкинском кладбище.